# سید پرویز فتاح
سید پرویز فتاح قره‌باغی (زادهٔ ۱۳۴۰) نظامی و سیاستمدار ایرانی است که از سال ۱۴۰۲ به‌عنوان رئیس ستاد اجرایی فرمان امام فعالیت می‌کند. او پیش از این، در فاصله سال‌های ۱۳۹۸ تا ۱۴۰۲ رئیس بنیاد مستضعفان انقلاب اسلامی بود.
وی دانش‌آموختهٔ کارشناسی مهندسی عمران از دانشگاه صنعتی شریف و کارشناسی ارشد مهندسی صنایع از دانشگاه صنعتی امیرکبیر است. فتاح فعالیت سیاسی خود را از جهاد سازندگی آذربایجان غربی آغاز کرد و سپس در سال ۱۳۵۹ به سپاه پاسداران پیوست. وی در دولت نهم، در فاصله سال‌های ۱۳۸۴ تا ۱۳۸۸ وزیر نیرو بود، از ۱۳۸۸ تا ۱۳۹۴ به عنوان مدیرعامل بنیاد تعاون سپاه فعالیت می‌کرد و از ۱۳۹۴ تا ۱۳۹۸ نیز رئیس کمیته امداد امام خمینی و همچنین از سال ۱۳۹۸ تا ۱۴۰۲ رئیس بنیاد مستضعفان انقلاب اسلامی بوده است. وزارت خزانه‌داری آمریکا در سال ۲۰۲۰ فتاح را در فهرست سیاه قرار داد و تحریم کرد.

## حواشی
پرویز فتاح در مصاحبه تلویزیونی درخصوص بازپس‌گیری مستغلات تحت تملک افراد و نهادهایی خاصی چون دفتر محمود احمدی‌نژاد، مرکز مطالعات و تحقیقات زنان(معصومه ابتکار و شهین‌دخت مولاوردی)، کاخ مرمر(مجمع تشخیص مصلحت نظام)، املاک مدرسه فرهنگ (غلامعلی حداد عادل)، همچنین املاک و مستغلات در اختیار بنیاد باران (سیدمحمد خاتمی)، مجلس شورای اسلامی و زیرمجموعه‌های نیروهای مسلح (همچون نیروی دریایی ارتش و نیروی دریایی سپاه) را زیر سؤال برد. در مقابل، دفتر محمود احمدی‌نژاد، روابط عمومی تشخیص مصلحت نظام، غلامعلی حداد عادل، معصومه ابتکار و شهیندخت مولاوردی، روابط عمومی پادگان دوکوهه نیروی دریایی ارتش و نیروی دریایی سپاه، در برابر اظهارات فتاح، موضع‌گیری کردند. به‌دنبال آن فتاح اظهار داشت که این تصرفات شخصی نبوده و به‌علت نحوه بیان ناقص اطلاعات خود، از همه آن‌ها عذرخواهی کرد.

## نشان مدیریت جهادی
وی در ششمین همایش ملّی مدیریت جهادی کشور نشان ملّی مدیر برگزیده جهادی را دریافت کرد.

## تحریم
وزارت خزانه‌داری آمریکا در ۱۸ نوامبر ۲۰۲۰ پرویز فتاح را به عنوان یکی از مقامات رسمی و کلیدی بنیاد مستضعفین که به نظام جمهوری اسلامی فرصت می‌دهند تا سرکوب مستمر مردمش را دنبال کند، در لیست سیاه قرار داد و تحریم کرد.